# Chubb
Chubb, «Чабб» — международная страховая компания, штаб-квартира в Цюрихе (Швейцария), но основная часть операций приходится на США. Образована в 2016 году слиянием ACE Limited и Chubb Corporation.

## История
Chubb Corporation была основана в 1882 году Томасом Чаббом и его сыном Перси в Нью-Йорке для страхования судов и грузов.
ACE Limited была основана в 1985 году консорциумом из 34 крупных компаний США для страхования ответственности руководства компаний; ACE Limited была зарегистрирована на Каймановых островах, а штаб-квартира разместилась на Бермудских островах. Компания быстро росла за счёт поглощений, в частности в 1999 году у Cigna Corporation за 3,45 млрд долларов была куплена Insurance Company of North America (INA), имущественный страховщик с операциями в США и ряде других стран, основанный в 1792 году в Филадельфии. В 2004 году компанию возглавил Эван Гринберг. Также в этом году компания и её основной страховой брокер Marsh & McLennan стали объектом расследования в отношении противозаконных методов конкурентной борьбы; расследование было прекращено после уплаты 80 млн долларов штрафа. В 2008 году ACE была перерегистрирована в Цюрихе. В 2010 году компания вышла на рынки Гонконга и Южной Кореи, в 2012 году — Индонезии, 2013 году — Мексики, 2014 году — Бразилии (был куплен страховой бизнес Itaú Unibanco) и Таиланда.
В середине 2015 года ACE поглотила Chubb Corporation, сумма сделки составила 28,3 млрд долларов. Штаб-квартира и место регистрации продолжали быть в Цюрихе, главой компании остался Эван Гринберг, но название было изменено на Chubb Limited.

## Деятельность
Страховые премии за 2020 год составили 33,8 млрд долларов, инвестиционный доход 3,4 млрд долларов, страховые выплаты — 21,7 млрд долларов. Активы на конец 2020 года составили 191 млрд долларов, из них 119 млрд пришлось на инвестиции (почти полностью в облигации). На Северную Америку приходится 70 % страховых премий, на Европу — 11 %, на Азию — 12 %, на Латинскую Америку — 7 %.
Основные подразделения:
- Коммерческое имущественное страхование в Северной Америке — страхование имущества и от несчастных случаев для компаний и корпораций в США, Канаде и на Бермудах; страховые премии 14,5 млрд долларов.
- Частное имущественное страхование в Северной Америке — страхование крупных частных клиентов в США и Канаде; страховые премии 4,9 млрд долларов.
- Аграрное страхование — страхование урожая в США и Канаде через дочернюю компанию Rain and Hail Insurance Service, Inc.; страховые премии 1,8 млрд долларов.
- Зарубежное страхование — страхование в 51 стране вне Северной Америки; страховые премии 9,3 млрд долларов.
- Глобальное перестрахование — перестраховочные услуги через дочернюю компанию Chubb Tempest Re; страховые премии 0,71 млрд долларов.
- Страхование жизни — страховые премии 2,5 млрд долларов.